# Civic Center (Manhattan)
O Civic Center compreende a região administrativa da Cidade de Nova Iorque, localizado ao sul de Manhattan. É uma das mais antigas regiões da Big Apple e abriga importantes construções, como a New York City Hall e a entrada da Ponte do Brooklyn.

## Demografia
Segundo o censo nacional de 2020, a sua população é de 4 085 habitantes e houve um decréscimo populacional na última década de -3,0%.
Residentes abaixo de 18 anos de idade representam 6,1%. Foi apurado que 18,4% são hispânicos ou latinos (de qualquer raça), 36,7% são brancos não hispânicos, 18,5% são negros/afro-americanos não hispânicos, 18,2% são asiáticos não hispânicos, 1,9% são de alguma outra raça não hispânica e 6,4% são não hispânicos de duas ou mais raças.
Possui 1 272 residências, um aumento de 34,6% em relação ao censo anterior, onde deste total, 20,8% das unidades habitacionais estão desocupadas. A média de ocupação é de 4,1 pessoas por residência.

## Limites
- Chinatown (norte)
- Financial District (sul)
- Two Bridges (leste)
- TriBeCa‎ (oeste)

1. 1 2 3  «NYC Population FactFinder (Census)» (em inglês). Departamento de Planejamento Urbano de Nova Iorque. Consultado em 12 de março de 2022